# رئال میلی وانیلی
رئال میلی وانیلی یا میلی وانیلی حقیقی (به انگلیسی: The Real Milli Vanilli) پس از افشای راز گروه میلی وانیلی خوانندگان واقعی میلی وانیلی این گروه موسیقی را تشکیل دادند.